# Rogers (Texas)
Rogers ist eine Stadt in Bell County und liegt im Bundesstaat Texas in den Vereinigten Staaten. Sie gehört zur Killeen–Temple–Fort Hood Metropolitan Statistical Area. Das U.S. Census Bureau hat bei der Volkszählung 2020 eine Einwohnerzahl von 1.113 ermittelt.

## Geographie
Rogers befindet sich im südöstlichen Teil von Bell County. Die US-Route 190 führt durch die Stadt und führt 23 Kilometer nordwestlich nach Temple und 27 Kilometer südöstlich nach Cameron.

## Demographie
Bei der Volkszählung von 2000 gab es 1.117 Einwohner, 413 Haushalte und 296 Familien mit Wohnsitz in der Stadt. 32,1 % der Einwohner waren unter 18 Jahre alt, 8,2 % zwischen 18 und 24, 27,8 % zwischen 25 und 44, 20,3 % zwischen 45 und 64 und 11,5 % die 65 Jahre oder älter waren. Das mittlere Alter betrug 32 Jahre. Für alle 100 Frauen gab es 89,6 Männer. Für alle 100 Frauen ab 18 Jahren gab es 86,2 Männer.

2010 betrug die Einwohnerzahl 1218.

## Söhne und Töchter der Stadt
- Alvin Ailey (1931–1989), Tänzer
- Joe Tex (1933–1982), Sänger
- Taylor Jungmann, MLB Pitcher für die Milwaukee Brewers